# Guiorgui Kvinitadzé
Guiorgui Kvinitadzé (en géorgien გიორგი კვინიტაძე ; en russe Георгий Иванович Квинитадзе, Gueorgui Ivanovitch Kvinitadze), né le 21 août 1874 dans le Daghestan et mort le 7 août 1970 à Chatou, était un officier de l'armée impériale russe (1894-1917) et un commandant militaire sous la République démocratique de Géorgie (1918 - 1921).

## Biographie

### Une éducation militaire
Il naît dans la famille d'un colonel géorgien de l'armée impériale russe, entre à l'École des Cadets de Tiflis en 1884 et rejoint l'École militaire d'infanterie de Sainte-Catherine à Saint Petersbourg dont il sort officier en 1894.

### L'armée impériale russe
Il sert d'abord en Pologne avec le 153e Régiment d'infanterie de Vladikavkaz, puis durant la guerre russo-japonaise (1905-1906) où il est promu capitaine, et enfin durant la Première Guerre mondiale: affecté à la 4e Division de fusiliers du Caucase comme chef d'État-Major, il est promu colonel.

### L'armée transcaucasienne
En février 1918, après la proclamation de la République de Transcaucasie réunissant l'Arménie, la Géorgie et l'Azerbaïdjan, il est nommé vice-ministre de la Défense auprès des chefs successifs de l'exécutif, Evguéni Guéguétchkori et Akaki Tchenkéli, ayant à faire face au reflux du front ottoman des soldats démobilisés de l'armée russe (paix séparée de Lénine et de Guillaume II signée à Brest-Litovsk le 3 mars 1918).

### L'armée géorgienne
Guiorgui Kvinitadzé est nommé commandant en chef de l'armée de la République démocratique de Géorgie par le gouvernement d'union nationale de Noé Ramichvili dès sa constitution le 26 mai 1918. Il soulève rapidement des questions, ne partageant pas les options militaires des 2e et 3e gouvernements dirigés par Noé Jordania (importance donnée à la Garde nationale plutôt qu'à l'armée régulière et impréparation de cette dernière face à la menace soviétique, en termes de recrutement et de munitions en particulier) et démissionne : il est remplacé par le général Ilia Odichelidze. 
Il est néanmoins appelé au poste de chef d'État-Major lors du conflit frontalier arméno-géorgien, mais reprend  des commandements opérationnels, en 1919 face à une insurrection pro-ottomane à Akhaltsikhé, puis face à l'armée ottomane à Artvin. Il est ensuite chargé de fonder l'École militaire de Tiflis et d'en prendre la direction, 
Il est rappelé brièvement une deuxième fois au poste de commandant en chef, le 20 avril 1919, lors de l'insurrection pro-bolchévique à Tiflis qu'il défait avec ses Cadets. 
Il est rappelé une troisième fois à ce poste lors de l'invasion du territoire géorgien par les armées de la Russie soviétique, en février 1921, par l'Est, le Nord et l'Ouest du pays, et par les armées ottomanes par le Sud. Sur décision du Parlement géorgien, il décide de prendre le chemin de l'exil avec la classe politique et une grande partie des officiers supérieurs afin d'organiser de l'extérieur la reconquête.

### L'exil
Après avoir transité par Constantinople, il s'installe en France, à Chatou, près de Paris et ouvre un atelier de yaourt pour faire vivre sa famille, son épouse Mariam Makachvili (1889-1960) et ses trois filles Ida (née en 1912), Tamara (née en 1913) et Nino (née en 1920). 
Il participe activement à la réflexion du groupe "Caucase" (1934-1939), réunissant des Nord-Caucasiens, des Azerbaïdjanais et des Géorgiens, à l'instigation des autorités japonaises dans la lutte antisoviétique, et par sa fonction de président de l'Union des officiers géorgiens en France il y entraîne d'autres militaires géorgiens. 

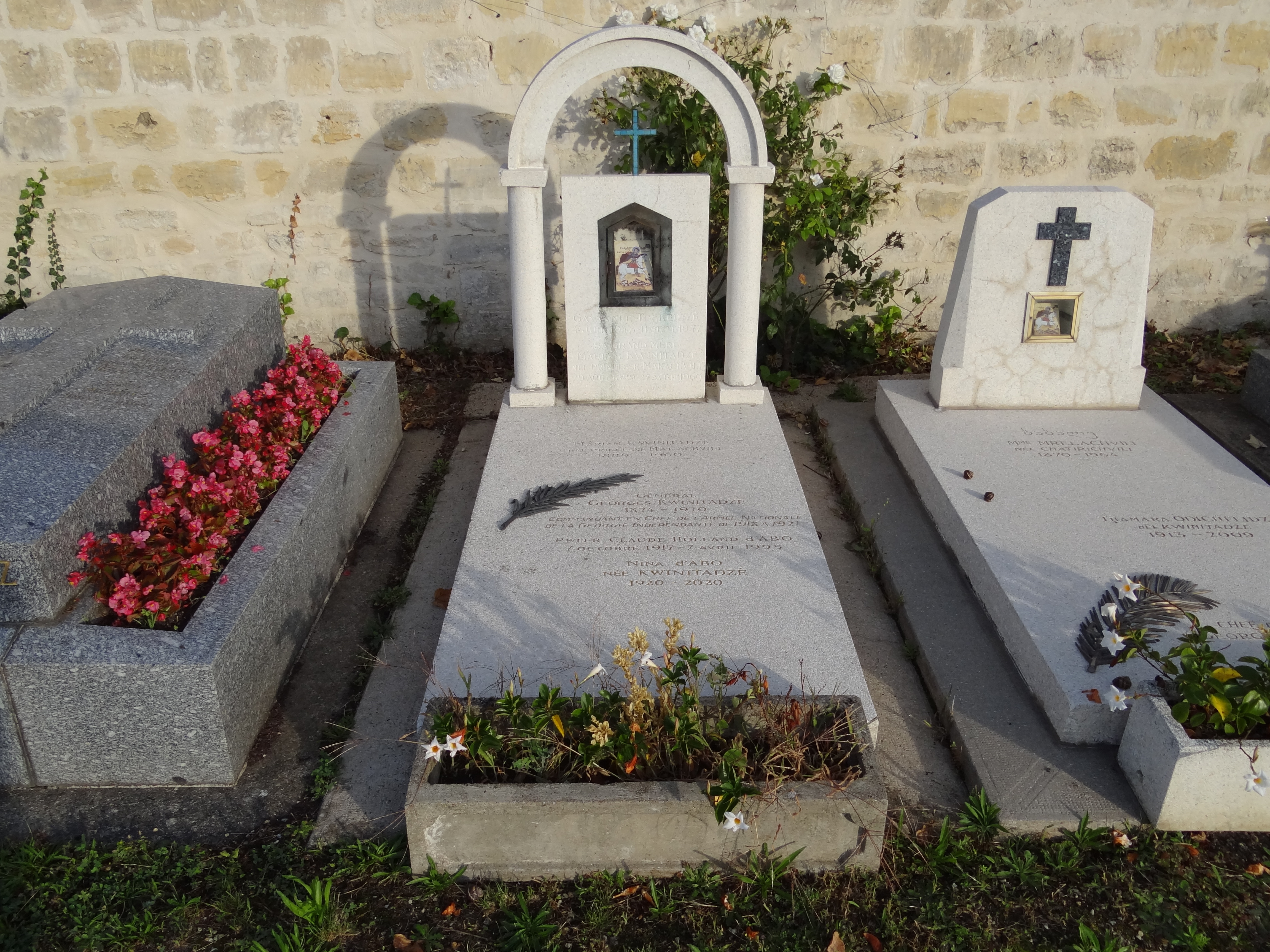
La tombe de Guiorgui Kvinitadzé au cimetière des Landes à Chatou (Yvelines).

Il meurt à l'âge de 95 ans et repose dans le caveau familial du cimetière ancien de Chatou (cimetière des Landes), dans le département des Yvelines.

## Hommage national
Depuis 2006, une rue de Tbilissi, où est situé le ministère de la Défense, porte le nom de général Guiorgui Kvinitadzé. 

## Publications
Dès l'année 1922, il commence à écrire ses mémoires sur les évènements des années 1917-1921 dans le Caucase. Elles sont publiées à Paris en 1985 et à Tbilissi en 1998 sous le titre es Mémoires sur les années d'indépendance de la Géorgie, 1917-1921. Outre la narration d'une chronique militaire par l'un de ses acteurs, ces mémoires constituent un violent réquisitoire contre la gouvernance sociale-démocrate de la Géorgie durant ces années, gouvernance qui n'a pas su -selon lui- évaluer le risque d'une invasion extérieure et qui n'a pas su préparer le pays à cette épreuve,.